# 吉成翔太郎
吉成 翔太郎（よしなり しょうたろう、2008年7月30日 - ）は、日本の男性俳優、声優。テアトルアカデミープロダクション所属。

## 出演作品

### テレビドラマ
- Chef〜三ツ星の給食〜（2016年、レギュラー児童）
- 水族館ガール（2016年）
- 越路吹雪物語（2018年、武藤大介）
- みかづき（2019年、清）
- 僕が笑うと（2019年、同級生）
- 連続テレビ小説なつぞら（2019年、小畑雪次郎〈幼少期〉）
- 青天を衝け（2021年、市村鉄之助）

### テレビ番組
- おとうさんといっしょ
- キスマイどきどきーん
- それいけ!アンパンマン インフォメーション（メインMC）

### 映画
- たった一度の歌（2018年、後藤田〈子供時代））
- 麻雀放浪記2020（2019年、貧民街の子供）

### 劇場アニメ
- 二ノ国（2019年、ユウ〈5歳〉）
- 犬王（2022年、藤若）[2]

### 吹き替え

#### 映画
- くるみ割り人形と秘密の王国（2018年、フリッツ・シュタールバウム〈トム・スウィート〉）
- プーと大人になった僕（2018年、子供時代のクリストファー・ロビン〈 オートン・オブライエン〉）
- ヒーローキッズ（2020年、ホイールズ〈アンディー・ウォーケン〉）
- クルエラ（2021年）

#### テレビ番組
- オン・ポワント〜若きバレエダンサーたち（2020年、カイ）

### 広告
- NTT東日本企業広告

### 舞台
- オノマトペイント（2020年）